# Гофман, Александр Бенционович
Алекса́ндр Бенцио́нович Го́фман (род. 14 августа 1945, Сталинград, СССР) — советский и российский социолог, специалист в области истории и теории социологии, социологии культуры, индустриального дизайна и моды. Кандидат философских наук, доктор социологических наук, профессор. Переводчик Анри Бергсона, Эмиля Дюркгейма и Марселя Мосса.

## Биография
Родился 14 августа 1945 года в Сталинграде.
В 1968 году окончил с отличием Ленинградский государственный педагогический институт имени А. И. Герцена по специальности «История», защитив под научным руководством Б. Я. Рамма дипломную работу по социологии религии Эмиля Дюркгейма.
В 1971 году окончил аспирантуру Института конкретных социологических исследований АН СССР и под научным руководством И. С. Кона защитил диссертацию на соискание учёной степени кандидата философских наук по теме «Французский „социологизм“ и его эволюция (Историко-критический анализ)» (Специальность — 09.00.01 диалектический и исторический материализм).
С 1989 года — ведущий, главный научный сотрудник, руководитель сектора социологии культуры Института социологии РАН.
В 1994 году в Институте социологии РАН защитил диссертацию на соискание учёной степени доктора социологических наук по теме «Мода и люди. Новая теория моды и модного поведения» (Специальность — 22.00.01 теория, методология и история социологии). Официальные оппоненты — доктор философских наук, профессор Е. Я. Басин, доктор философских наук В. В. Витюк, доктор философских наук, профессор Ю. А. Левада. Ведущая организация — Институт человека РАН.
С 1996 года — член редакционной коллегии журнала «Durkheimian Studies/Etudes Durkheimiennes».
С 1997 года — профессор кафедры общей социологии Высшей школы экономики (НИУ ВШЭ).
С 1998 года — профессор кафедры социологии МГИМО.
С 2000 года — член редакционной коллегии журнала «Личность. Культура. Общество».
С 2009 года — член редакционной коллегии журнала «Социологический ежегодник».
С 2010 года — член редакционной коллегии журнала «Вестник Института социологии».
С 2013 года — член редакционной коллегии журнала «Социологическая наука и социальная практика».
Работал приглашённым профессором в Институте политических наук (SciencesPo) (2000, 2004) и Университете Париж X — Нантер (2009), читал лекции в Университете Бордо II Сегален.
Автор около 500 научных трудов.

## Награды
- Почётный работник высшего профессионального образования РФ (сентябрь 2011).
- Серебряная медаль имени Питирима Сорокина РАН (2012).
- Премия «Общественная мысль» (2008).
- Социологическая книжная премия им. Б. А. Грушина (номинация "Лучший перевод") (2023).

## Научные труды

### Диссертации
- Гофман А. Б. Французский «социологизм» и его эволюция: (Историко-критический анализ): Автореферат дис. на соискание учёной степени кандидата философских наук. (09.00.01). — М.: Ин-т социол. исследований АН СССР, 1974. — 28 с.
- Гофман А. Б. [http://cheloveknauka.com/v/75703/a?#?page=1 (недоступная+ссылка) Мода и люди. Новая теория моды и модного поведения] (недоступная ссылка): автореферат дис. … доктора социологических наук : 22.00.01. — М.: Ин-т социологии, 1994. — 41 с.

### Монографии
- Гофман А. Б. Мода и люди. Новая теория моды и модного поведения. М.: Наука, 1994. 2-е  изд. — М.: Агентство «Издательский сервис» — «Гном и Д», 2000. 3-е изд. — СПб: Питер, 2004. 5-е  изд. — М.: Книжный Дом «Университет», 2013.
- Гофман А. Б. Эмиль Дюркгейм в России. Рецепция дюркгеймовской социологии в российской социальной мысли. М.: ГУ-ВШЭ, 2001;
- Гофман А. Б. Классическое и современное. Этюды по истории и теории социологии. — М.: Наука, 2003;
- Гофман А. Б. Семь лекций по истории социологии. М.: Мартис, 1995; 10-е  издание — М.: Книжный Дом «Университет», 2015;
- Гофман А. Б. Традиции и инновации в современной России. Социологический анализ взаимодействия и динамики. Соавтор и отв. ред. М.: РОССПЭН, 2008.
- Гофман А. Б. Традиция, солидарность и социологическая теория. Избранные тексты. М.: Новый Хронограф, 2015.

### Энциклопедии и словари
Большая советская энциклопедия
- Мосс Марсель // Большая советская энциклопедия : [в 30 т.] / гл. ред.  А. М. Прохоров. — 3-е изд. — М. : Советская энциклопедия, 1969—1978.
- Обычай / Гофман А. Б. // Никко — Отолиты. — М. : Советская энциклопедия, 1974. — (Большая советская энциклопедия : [в 30 т.] / гл. ред.  А. М. Прохоров ; 1969—1978, т. 18).
- Самнер Уильям Грэм // Большая советская энциклопедия : [в 30 т.] / гл. ред.  А. М. Прохоров. — 3-е изд. — М. : Советская энциклопедия, 1969—1978.
- Смол, Альбион Вудбери / Гофман А. Б. // Сафлор — Соан. — М. : Советская энциклопедия, 1976. — (Большая советская энциклопедия : [в 30 т.] / гл. ред.  А. М. Прохоров ; 1969—1978, т. 23).
- Социальный дарвинизм / Гофман А. Б. // Собаки — Струна. — М. : Советская энциклопедия, 1976. — (Большая советская энциклопедия : [в 30 т.] / гл. ред.  А. М. Прохоров ; 1969—1978, т. 24, кн. I).
- Социологические конгрессы // Большая советская энциклопедия : [в 30 т.] / гл. ред.  А. М. Прохоров. — 3-е изд. — М. : Советская энциклопедия, 1969—1978.
- Традиция / Гофман А. Б. // Тихоходки — Ульяново. — М. : Советская энциклопедия, 1977. — (Большая советская энциклопедия : [в 30 т.] / гл. ред.  А. М. Прохоров ; 1969—1978, т. 26).
- Тюрго, Анн Робер Жак / Гофман А. Б. // Тихоходки — Ульяново. — М. : Советская энциклопедия, 1977. — (Большая советская энциклопедия : [в 30 т.] / гл. ред.  А. М. Прохоров ; 1969—1978, т. 26).
- Французская социология (раздел статьи «Франция») / Гофман А. Б. // Франкфурт — Чага. — М. : Советская энциклопедия, 1978. — (Большая советская энциклопедия : [в 30 т.] / гл. ред.  А. М. Прохоров ; 1969—1978, т. 28).

Философский энциклопедический словарь
- Гофман А. Б. Дюркгейм, Эмиль. // Философский энциклопедический словарь. М.: Советская энциклопедия, 1983.
- Гофман А. Б. Гобино, Жозеф-Артюр. // Философский энциклопедический словарь. М.: Советская энциклопедия, 1983.
- Гофман А. Б. Гумплович, Людвиг. // Философский энциклопедический словарь. М.: Советская энциклопедия, 1983.
- Гофман А. Б. Гурвич, Жорж. // Философский энциклопедический словарь. М.: Советская энциклопедия, 1983.
- Гофман А. Б. Крозье, Мишель. // Философский энциклопедический словарь. М.: Советская энциклопедия, 1983.
- Гофман А. Б. Лебон, Гюстав. // Философский энциклопедический словарь. М.: Советская энциклопедия, 1983.
- Гофман А. Б. Ле Пле, Фредерик. // Философский энциклопедический словарь. М.: Советская энциклопедия, 1983.
- Гофман А. Б. Мосс, Марсель. // Философский энциклопедический словарь. М.: Советская энциклопедия, 1983.
- Гофман А. Б. Обычай. // Философский энциклопедический словарь. М.: Советская энциклопедия, 1983.
- Гофман А. Б. Подражание. // Философский энциклопедический словарь. М.: Советская энциклопедия, 1983.
- Гофман А. Б. Расово-антропологическая школа. // Философский энциклопедический словарь. М.: Советская энциклопедия, 1983.
- Гофман А. Б. Самнер, Уильям Грэм. // Философский энциклопедический словарь. М.: Советская энциклопедия, 1983.
- Гофман А. Б. Смол, Альбион Вудбери. // Философский энциклопедический словарь. М.: Советская энциклопедия, 1983.
- Гофман А. Б. Социальный дарвинизм. // Философский энциклопедический словарь. М.: Советская энциклопедия, 1983.
- Гофман А. Б. Стецель, Жан. // Философский энциклопедический словарь. М.: Советская энциклопедия, 1983.
- Гофман А. Б. Тард, Габриэль. // Философский энциклопедический словарь. М.: Советская энциклопедия, 1983.
- Гофман А. Б. Традиция. // Философский энциклопедический словарь. М.: Советская энциклопедия, 1983.
- Гофман А. Б. Турен, Ален. // Философский энциклопедический словарь. М.: Советская энциклопедия, 1983.
- Гофман А. Б. Тюрго, Анн Робер Жак. // Философский энциклопедический словарь. М.: Советская энциклопедия, 1983.
- Гофман А. Б. Хальбвакс, Морис // Философский энциклопедический словарь. М.: Советская энциклопедия, 1983.

Научно-технический прогресс. Словарь
- Гофман А. Б. Мода и научно-технический прогресс // Научно-технический прогресс. Словарь. М.: Политиздат, 1987.

Краткий словарь по социологии
- Гофман А. Б. Аномия. // Краткий словарь по социологии. М.: Политиздат, 1989.
- Гофман А. Б. Быт. // Краткий словарь по социологии. М.: Политиздат, 1989.
- Гофман А. Б. Мода. // Краткий словарь по социологии. М.: Политиздат, 1989.
- Гофман А. Б. Обычай. // Краткий словарь по социологии. М.: Политиздат, 1989.
- Гофман А. Б. Потребительство. // Краткий словарь по социологии. М.: Политиздат, 1989.
- Гофман А. Б. Потребление. // Краткий словарь по социологии. М.: Политиздат, 1989.
- Гофман А. Б. Ритуал. // Краткий словарь по социологии. М.: Политиздат, 1989.
- Гофман А. Б. Социологизм. // Краткий словарь по социологии. М.: Политиздат, 1989.
- Гофман А. Б. Толпа. // Краткий словарь по социологии. М.: Политиздат, 1989.
- Гофман А. Б. Традиция // Краткий словарь по социологии. М.: Политиздат, 1989.
- Гофман А. Б. Французская социологическая школа. // Краткий словарь по социологии. М.: Политиздат, 1989.

Современная западная социология. Словарь
- Гофман А. Б. Баландье, Жорж. // Современная западная социология. Словарь. М.: Политиздат, 1990.
- Гофман А. Б. Бугле, Селестен. // Современная западная социология. Словарь. М.: Политиздат, 1990.
- Гофман А. Б. Вольтман, Людвиг. // Современная западная социология. Словарь. М.: Политиздат, 1990.
- Гофман А. Б. Вормс, Рене. // Современная западная социология. Словарь. М.: Политиздат, 1990.
- Гофман А. Б. Гумплович, Людвиг. // Современная западная социология. Словарь. М.: Политиздат, 1990.
- Гофман А. Б. Дюркгеймовская социологическая школа. // Современная западная социология. Словарь. М.: Политиздат, 1990.
- Гофман А. Б. Ле Пле, Фредерик. Лебон, Гюстав. // Современная западная социология. Словарь. М.: Политиздат, 1990.
- Гофман А. Б. Моды социология. // Современная западная социология. Словарь. М.: Политиздат, 1990.
- Гофман А. Б. Мосс, Марсель. // Современная западная социология. Словарь. М.: Политиздат, 1990.
- Гофман А. Б. Расово-антропологическая школа. // Современная западная социология. Словарь. М.: Политиздат, 1990.
- Гофман А. Б. Самнер, Уильям. // Современная западная социология. Словарь. М.: Политиздат, 1990.
- Гофман А. Б. Смолл, Альбион Вудбери. // Современная западная социология. Словарь. М.: Политиздат, 1990.
- Гофман А. Б. Солидарность социальная. // Современная западная социология. Словарь. М.: Политиздат, 1990.
- Гофман А. Б. Социологизм. // Современная западная социология. Словарь. М.: Политиздат, 1990.
- Гофман А. Б. Хальбвакс, Морис // Современная западная социология. Словарь. М.: Политиздат, 1990.

Современная западная философия. Словарь
- Гофман А. Б. Дюркгейм, Эмиль. // Современная западная философия. Словарь. М.: Политиздат, 1991. 2-е  изд. — М.: ТОН — Остожье, 1998.
- Гофман А. Б. Социологизм // Современная западная философия. Словарь. М.: Политиздат, 1991. 2-е  изд. — М.: ТОН — Остожье, 1998.

Человек. Философско-энциклопедический словарь
- Гофман А. Б. Аномия. // Человек. Философско-энциклопедический словарь. М.: Наука, 2000.
- Гофман А. Б. Быт. // Человек. Философско-энциклопедический словарь. М.: Наука, 2000.
- Гофман А. Б. Мода. // Человек. Философско-энциклопедический словарь. М.: Наука, 2000.
- Гофман А. Б. Потребление. // Человек. Философско-энциклопедический словарь. М.: Наука, 2000.
- Гофман А. Б. Толпа // Человек. Философско-энциклопедический словарь. М.: Наука, 2000.

Учебный социологический словарь с английскими и испанскими эквивалентами
- Гофман А. Б. Баландье Ж. // Учебный социологический словарь с английскими и испанскими эквивалентами. М.: Экзамен, 2001.
- Гофман А. Б. Вольтман Л. // Учебный социологический словарь с английскими и испанскими эквивалентами. М.: Экзамен, 2001.
- Гофман А. Б. Вормс Р. // Учебный социологический словарь с английскими и испанскими эквивалентами. М.: Экзамен, 2001.
- Гофман А. Б. Гобино Ж.-А. // Учебный социологический словарь с английскими и испанскими эквивалентами. М.: Экзамен, 2001.
- Гофман А. Б. Гумплович Л. // Учебный социологический словарь с английскими и испанскими эквивалентами. М.: Экзамен, 2001.
- Гофман А. Б. Гурвич Ж. // Учебный социологический словарь с английскими и испанскими эквивалентами. М.: Экзамен, 2001.
- Гофман А. Б. Дюркгеймовская социологическая школа. // Учебный социологический словарь с английскими и испанскими эквивалентами. М.: Экзамен, 2001.
- Гофман А. Б. Крозье М. // Учебный социологический словарь с английскими и испанскими эквивалентами. М.: Экзамен, 2001.
- Гофман А. Б. Ле Пле Ф. // Учебный социологический словарь с английскими и испанскими эквивалентами. М.: Экзамен, 2001.
- Гофман А. Б. Лебон Г. // Учебный социологический словарь с английскими и испанскими эквивалентами. М.: Экзамен, 2001.
- Гофман А. Б. Моды социология. // Учебный социологический словарь с английскими и испанскими эквивалентами. М.: Экзамен, 2001.
- Гофман А. Б. Мосс М. // Учебный социологический словарь с английскими и испанскими эквивалентами. М.: Экзамен, 2001.
- Гофман А. Б. Расово-антропологическая школа. // Учебный социологический словарь с английскими и испанскими эквивалентами. М.: Экзамен, 2001.
- Гофман А. Б. Самнер У. Г. // Учебный социологический словарь с английскими и испанскими эквивалентами. М.: Экзамен, 2001.
- Гофман А. Б. Смолл А. В. Солидарность социальная. // Учебный социологический словарь с английскими и испанскими эквивалентами. М.: Экзамен, 2001.
- Гофман А. Б. Стетзель Ж. // Учебный социологический словарь с английскими и испанскими эквивалентами. М.: Экзамен, 2001.
- Гофман А. Б. Тард Г. // Учебный социологический словарь с английскими и испанскими эквивалентами. М.: Экзамен, 2001.

Социологическая энциклопедия
- Гофман А. Б. Вормс, Рене // Социологическая энциклопедия: В 2 т. Т. 1: А-М. М.: Мысль, 2003.
- Гофман А. Б. Гумплович, Людвиг // Социологическая энциклопедия: В 2 т. Т. 1: А-М. М .: Мысль, 2003.
- Гофман А. Б. Гурвич, Георгий Давидович // Социологическая энциклопедия: В 2 т. Т. 1: А-М. М.: Мысль, 2003.
- Гофман А. Б. Дюркгейм Э. // Социологическая энциклопедия: В 2 т. Т. 1: А-М. М.: Мысль, 2003.
- Гофман А. Б. Дюркгеймовская социологическая школа. // Социологическая энциклопедия: В 2 т. Т. 1: А-М. М.: Мысль, 2003.
- Гофман А. Б. Ле Пле Ф. // Социологическая энциклопедия: В 2 т. Т. 1: А-М. М.: Мысль, 2003.
- Гофман А. Б. Подражание. // Социологическая энциклопедия: В 2 т. Т. 2: Н-Я. М.: Мысль, 2003.
- Гофман А. Б. Смолл А. В. // Социологическая энциклопедия: В 2 т. Т. 2: Н-Я. М.: Мысль, 2003.
- Гофман А. Б. Социологизм. // Социологическая энциклопедия: В 2 т. Т. 2: Н-Я. М.: Мысль, 2003.
- Гофман А. Б. Социология моды. // Социологическая энциклопедия: В 2 т. Т. 2: Н-Я. М.: Мысль, 2003.
- Гофман А. Б. Тард Г. // Социологическая энциклопедия: В 2 т. Т. 2: Н-Я. М .: Мысль, 2003.
- Гофман А. Б. Тюрго А. Р. Ж. // Социологическая энциклопедия: В 2 т. Т. 2: Н-Я. М.: Мысль, 2003.

Dictionnaire de la pensée sociologique
- Gofman A. B. Kistiakovski Bogdan, Fiodor Alexandrovitch, in: Dictionnaire de la pensée sociologique. P. : Presses Universitaires de France, 2005.
- Gofman A. B. Kovalevsky Maxime Maximovitch, in: Dictionnaire de la pensée sociologique. P. : Presses Universitaires de France, 2005.
- Gofman A. B. Kropotkin Piotr Alexeievitch, in: Dictionnaire de la pensée sociologique. P. : Presses Universitaires de France, 2005.
- Gofman A. B. Metchnicoff Lev Ilitch, in: Dictionnaire de la pensée sociologique. P. : Presses Universitaires de France, 2005.
- Gofman A. B. Novikov Yakov Alexandrovitch, in: Dictionnaire de la pensée sociologique. P. : Presses Universitaires de France, 2005.
- Gofman A. B. Roberty Eugène de, in: Dictionnaire de la pensée sociologique. P. : Presses Universitaires de France, 2005.

Философский словарь
- Гофман А. Б. Мосс, Марсель // Философский словарь. / Под ред. А. А. Ивина. М.: Гардарики, 2004.

Большая российская энциклопедия
- Гофман А. Б. Бугле, Селестен // Большая российская энциклопедия. — М.: Большая Российская энциклопедия, 2006. — Т. 4. — С. 288.
- Гофман А. Б. Гобино, Жозеф-Артюр // Большая российская энциклопедия. — М.: Большая Российская энциклопедия, 2007. — Т. 7: Гермафродит — Григорьев. — С. 282.
- Гофман А. Б. Гурвич, Георгий Давыдович // Большая российская энциклопедия. — М.: Большая Российская энциклопедия, 2007. — Т. 8: Григорьев — Динамика. — С. 166—167.
- Гофман А. Б. Де-Роберти, Евгений Валентинович // Большая российская энциклопедия. — М.: Большая Российская энциклопедия, 2007. — Т. 8: Григорьев — Динамика. — С. 570.
- Гофман А. Б. Дюркгейм, Эмиль // Большая российская энциклопедия. — М.: Большая Российская энциклопедия, 2007. — Т. 9: Динамика атмосферы — Железнодорожный узел. — С. 491—492.
- Гофман А. Б., Гловели Г. Д. Маркс, Карл // Большая российская энциклопедия. — М.: Большая Российская энциклопедия, 2011. — Т. 19: Маниковский - Меотида. — С. 168—169.
- Гофман А. Б. Мода // Большая российская энциклопедия. — М.: Большая Российская энциклопедия, 2011. — Т. 20: Меотская археологическая культура - Монголо-татарское нашествие. — С. 572.
- Гофман А. Б. Мода // Большая российская энциклопедия. — М.: Большая Российская энциклопедия, 2013. — Т. 21. — С. 121.
- Гофман А. Б. Морен, Эдгар // Большая российская энциклопедия. — М.: Большая Российская энциклопедия, 2013. — Т. 21. — С. 121.
- Гофман А. Б. Мосс, Марсель // Большая российская энциклопедия. — М.: Большая Российская энциклопедия, 2013. — Т. 21. — С. 319—320.
- Гофман А. Б. Неравенство социальное // Большая российская энциклопедия / Под общ. ред.: Ю. Осипов. — М.: Большая Российская энциклопедия, 2013. — Т. 22. — С. 485—485.
- Гофман А. Б. Общество // Большая российская энциклопедия. — М.: Большая Российская энциклопедия, 2011. — Т. 23. — С. 563—565.
- Гофман А. Б. Социология // Большая российская энциклопедия. — М.: Большая Российская энциклопедия, 2016. — Т.31. — С. 12-14.
- Хальбвакс, Морис : [арх. 21 октября 2022] / Гофман А. Б. // Уланд — Хватцев. — М. : Большая российская энциклопедия, 2017. — С. 734. — (Большая российская энциклопедия : [в 35 т.] / гл. ред. Ю. С. Осипов ; 2004—2017, т. 33). — ISBN 978-5-85270-370-5.

Культурология. Энциклопедия
- Гофман А. Б. Дюркгейм, Эмиль // Культурология. Энциклопедия. В 2-х томах / Центр гуманитарных научно-информационных исследований Института научной информации по общественным наукам Российской академии наук. — М.: РОССПЭН, 2007. — Т. 1:А-М. — С. 618—619.
- Гофман А. Б. Мода // Культурология. Энциклопедия. В 2-х томах / Центр гуманитарных научно-информационных исследований Института научной информации по общественным наукам Российской академии наук. — М.: РОССПЭН, 2007. — Т. 1:А-М. — С. 1346—1347.
- Гофман А. Б. Традиция // Культурология. Энциклопедия. В 2-х томах / Центр гуманитарных научно-информационных исследований Института научной информации по общественным наукам Российской академии наук. — М.: РОССПЭН, 2007. — Т. 2:Н-Я. — С. 721.

Философы Франции. Словарь
- Гофман А. Б. Гобино, Жозеф-Артюр // Философы Франции. Словарь / Под общ. ред.: И. И. Блауберг. — М.: Гардарики, 2008.
- Гофман А. Б. Дюркгейм, Эмиль // Философы Франции. Словарь / Под общ. ред.: И. И. Блауберг. — М.: Гардарики, 2008. — С. 117—120.
- Гофман А. Б. Мосс, Марсель // Философы Франции. Словарь / Под общ. ред.: И. И. Блауберг. — М.: Гардарики, 2008. — С. 229—231.
- Гофман А. Б. Симиан, Франсуа // Философы Франции. Словарь / Под общ. ред.: И. И. Блауберг. — М.: Гардарики, 2008. — С. 278—278.

Социологический словарь
- Гофман А. Б. Расово-антропологическая школа. // Социологический словарь. — М.: ИНФРА-М, 2010.
- Гофман А. Б. Социологизм // Социологический словарь. — М.: ИНФРА-М, 2010.

### Статьи в журналах и сборниках
на русском языке
- Гофман А. Б. О философско-социологической концепции религии Э.Дюркгейма // XXI Герценовские чтения: Научный атеизм, этика, эстетика. — Тезисы доклада. Л.: ЛГПИ имени А. И. Герцена, 1968.
- Гофман А. Б. «Социологизм» как концепция: Эмиль Дюркгейм // Историко-философский сборник. — М.: Изд. МГУ, 1972.
- Гофман А. Б., Левкович В. П. Обычай как форма социальной регуляции. // «Советская этнография». — 1973. — № 1. (Венг. перевод в сб.: Наука, общество, искусство. Советские социологические исследования. Будапешт, изд-во «Гондо-лат», 1978. Tudomany — közösseg — müvészet. Szovjet szociol ó giai tanulm á nyok (Наука — общество — искусство. Советские социологические исследования). Budapest: Gondolat, 1978.)
- Гофман А. Б., Митина С. М., Эфиров С. А. Французская буржуазная социология после второй мировой войны // Состояние современной буржуазной социологии в США, Великобритании, Франции, ФРГ. Материалы к У III Всемирному социологическому конгрессу. Аналитический обзор. — М.: Изд. ИСИ АН СССР, 1974.
- Гофман А. Б. Проблема молодежи в современной буржуазной социологии // Материалы к У III Всемирному социологическому конгрессу. Вып. 5. М .: Изд. ИСИ АН СССР, 1974.
- Гофман А. Б. Религия в философско-социологической концепции Э.Дюркгейма // Социологические исследования. — 1975. — № 4.
- Гофман А. Б. Социологические концепции Марселя Мосса // Концепции зарубежной этнологии. Критические этюды. — М.: Наука, 1976.
- Гофман А. Б. Три аспекта потребностей в бытовых изделиях. // Проблемы ассортимента бытовых изделий (Труды ВНИИТЭ. Техническая эстетика, вып.14). — М., 1977.
- Гофман А. Б. Социология во Франции // Социология и современность. Т. 2. — М.: Наука, 1977. (Пер. на чешский яз.: Praha: Svoboda, 1982.)
- Гофман А. Б. Элитизм и расизм: критика философско-исторических воззрений Ф. де Гобино // Расы и народы. Вып. 7. М .: Наука, 1977. (Пер. на англ., франц., испанск., португальск. в сб.: "Против расизма и колониализма. — М.: Наука, 1977.)
- Гофман А. Б. Проблема метода в социологии «диалектического гиперэмпиризма» // Критика современной буржуазной социологии. Сб. докладов на Всесоюзном совещании по критике современной буржуазной социологии 15-16 декабря 1975 г. — М.: Изд. Сов. Социол. Ассоциации и ИСИ АН СССР, 1977.
- Гофман А. Б. «Диалектическая» социология Ж. Гурвича // Критика современной буржузной теоретической социологии. — М.: Наука, 1977. (Пер. на чешск.: Praha: Svoboda, 1982.)
- Гофман А. Б. Э.Дюркгейм в современной западной социологии религии // Социология религии. — М.: ИНИОН АН СССР, 1978.
- Гофман А. Б. Выступление на заседании «круглого стола» по вопросам терминологии в дизайне // Техническая эстетика. — М., 1979. № 2.
- Гофман А. Б., Ковалев А. Д. Натурализм в социологии Х I Х — начала XX вв. // История буржуазной социологии Х I Х — начала XX века. / Под ред. И. С. Кона. — М.: Наука, 1979. (Пер. на чешск.: Praha : Svoboda, 1982.)
- Гофман А. Б. Потребности в вещах: ориентир для проектирования или объект регулирования? // Техническая эстетика. — 1979. — № 10. (Перевод на болг. яз. в журнале «дизайн». София, 1980)
- Гофман А. Б. Социально-психологические проблемы дизайна. // Методологические вопросы исследования.спроса и предложения. Материалы Всесоюзной конференции. — М.: ИМЭМО АН СССР, 1979.
- Гофман А. Б. О функциях вещной среды. // Предметная среда жилища и потребности человека. — М., ВНИИТЭ, 1979.
- Гофман А. Б. Социология для дизайна. // Теоретические проблемы дизайна. Методологические аспекты социологических и историко-культурных исследований. — М., ВНИИТЭ, 1979.
- Гофман А. Б. Ценности в структуре моды. // «Социологические исследования». — 1980. — № 4.
- Гофман А. Б. Ценностные компоненты моды. // Социальные и художественно-конструкторские проблемы формирования предметной среды жилища. (Труды ВНИИТЭ. Техническая эстетика, вып. 27). — М., 1980,
- Гофман А. Б. Пути социально-психологического изучения потребителя. // «Техническая эстетика», 1980, ,й 12.
- Гофман А. Б. Границы сопоставимости моды и стиля. // Проблемы формализации средств художественной выразительности. Стиль, фирменный стиль, стайлинг, мода. — М. ВНИИТЭ, 1980.
- Гофман А. Б. Эстетические ценности и модные инновации. // Проблемы формирования эстетической ценности. (Труды ВНИИТЭ. Техническая эстетика, вып. 30). — М., 1981.
- Гофман А. Б. Социально-психологические аспекты потребления и ассортимент бытовых изделий. // Всесоюзная научная конференция «Пути повышения эффективности изучения спроса населения на товары народного потребления». -Тезисы докладов. Часть П. Проблемы совершенствования организации изучения спроса. — М., Минторг СССР-ВНИИКС, 1981.
- Гофман А. Б. Обновление предметной среды жилища и проблема модных циклов. // Проблемы функционирования бытовых изделий в пространственно-планировочной структуре квартиры. (Труды ВНИИТЭ. Техническая эстетика, вып. 32). — М., 1981.
- Гофман А. Б. Дизайн как проектная деятельность, направленная на удовлетворение потребностей человека // Дизайн в системе культуры. — М.: ВНИИТЭ, 1982.
- Гофман А. Б. Понятие функции в социологии и дизайне // Функция вещи как предмет исследования в дизайне (Труды ВНИИТЭ. Техническая эстетика. Вып. 39). — М.: ВНИИТЭ, 1982.
- Гофман А. Б. Дизайн и мода // Техническая эстетика. — М., 1983. № 6.
- Гофман А. Б. Личное подсобное хозяйство в структуре сельского образа жизни // Проблемы оборудования жилищно-хозяйственного комплекса с приусадебным участком (Труды ВНИИТЭ. Техническая эстетика. Вып. 42). — М.: ВНИИТЭ, 1983.
- Гофман А. Б. Исследование нововведений и формирование ассортимента изделий для личного подсобного хозяйства // Проблемы формирования номенклатуры и ассортимента изделий для личного подсобного хозяйства. Материалы конференций, совещаний. — М.: ВНИИТЭ, 1983.
- Гофман А. Б. К проблеме специфики эстетической ценности в эстетике и дизайне // Проблемы формирования эстетической ценности и эстетическая оценка (Труды ВНИИТЭ. Техническая эстетика. Вып. 43). — М.: ВНИИТЭ, 1983.
- Гофман А. Б., Данилович Н. Н., Любимова Г. Н., Попова Н. В.,Семенов Ю. К., Суслова Т. А. Дизайн в бытовой электротехнике и проектирование изделий. Методические рекомендации. — М.: Минэлектротехпром, 1983.
- Гофман А. Б. Изделия для личного подсобного хозяйства и сельского жилища. Предпосылки и принципы формирования номенклатуры. Раздел 1. Социальные аспекты формирования номенклатуры изделий для ЛПХ в отраслях промышленности. Методические рекомендации. — М.: ВНИИТЭ, 1984.
- Гофман А. Б. Формирование ассортимента изделий культурно-бытового и хозяйственного назначения. Проектно-типологический подход. Методические материалы. Разделы 1.2, 1.3. — М.: ВНИИТЭ, 1984.
- Гофман А. Б. О природе «престижного потребления» // Жилая предметная среда и социалистический образ жизни. — М., 1986.
- Гофман А. Б. Что такое «престижное потребление»? // Техническая эстетика. — М., 1986, № 8.
- Гофман А. Б. Мода и бытовая предметная среда (Обзор материалов конференции) // Техническая эстетика. — М., 1986. № 11.
- Гофман А. Б. Дизайн в бытовой электротехнике. Бытовые светильники. Рекомендации по проектированию. Методическое пособие. (В соавт. с Г. Н. Любимовой, Ю. К. Семёновым и др.). — М.: Минэлектротехпром, 1987. 3
- Гофман А. Б. Массовая культура, мода и дизайн // Бытовые потребности и жилая предметная среда (Труды ВНИИТЭ. Техническая эстетика. Вып.53). — М.: ВНИИТЭ, 1987.
- Гофман А. Б. Экспансия молодёжного стиля // Техническая эстетика. — М., 1988, № 10.
- Гофман А. Б. Социально-психологические проблемы потребления и дизайн бытовых изделий // Психологический журнал. — М., 1988, № 2.
- Гофман А. Б. Мода и социальные группы // Социологические исследования в дизайне (Труды ВНИИТЭ. Техническая эстетика. Вып. 54). — М.: ВНИИТЭ, 1988.
- Гофман А. Б. Исследование потребностей и формирование ассортимента товаров народного потребления // Пути совершенствования социалистического образа жизни в период перестройки. Тезисы Всесоюзной научно-практической конференции (Кишинев, 24-27 октября 1988 г.). — М., 1988.
- Гофман А. Б. Мода: равенство и неравенство // Техническая эстетика. — М., 1988. — № 2.
- Гофман А. Б. Мода как коммуникативный процесс // Поведение человека и животных: сходства и различия. Пущино: ИЭМЭЖ АН СССР, 1989.
- Гофман А. Б. Очередь как институт // В человеческом измерении. — М.: Прогресс, 1989.
- Гофман А. Б. Три урока западной рекламы, Или размышления о том, что пишут западные исследователи о причинах удач и просчетов рекламы // Техническая эстетика. — М., 1989. — № 10.
- Гофман А. Б. Обновление предметной среды и проблема модных циклов // Техническая эстетика. — М., 1990. — № 4.
- Гофман А. Б. Дилеммы подлинные и мнимые, или о культуре массовой и немассовой // Социологические исследования. — М., 1990. — № 8.
- Гофман А. Б. Э. Дюркгейм о ценностях и идеалах. Вступительная заметка. Перевод с франц. статьи: Дюркгейм Э. Ценностные и «реальные» суждения // Социологические исследования. — М., 1991. — № 2.
- Гофман А. Б. О необычайном расцвете одного социального института: всеобщее воспитательное право // Рубеж. Альманах социальных идей. № 1. Сыктывкар: Изд. Сыктывкарского ун-та, 1991.
- Гофман А. Б. Мода и обычай // Рубеж. Альманах социальных идей. № 3. Сыктывкар: Изд. Сыктывкарского ун-та, 1992.
- Гофман А. Б. Марсель Мосс: за единство наук о человеке // Человек. — 1993. — № 2.
- Гофман А. Б. Становление французской социологической школы: Э. Дюркгейм // Очерки по истории теоретической социологии XIX — начала XX вв. — М.: Наука, 1994.
- Гофман А. Б. Социология во Франции 20-60-х годов // Очерки по истории теоретической социологии XX столетия. — М.: Наука, 1994.
- Гофман А. Б. Сто лет спустя: коллоквиум, посвященный Дюркгейму // Социологические исследования. — 1995. — № 11.
- Гофман А. Б. Знание методологическое и знание предметное. Выступление в дискуссии «Историк в поисках метода» // Одиссей. Человек в истории. — М.: Coda, 1996.
- Гофман А. Б. Марсель Мосс сегодня: конференция в Оксфорде // Социологические исследования. — 1997. — № 3.
- Гофман А. Б. Формы социологического редукционизма // История теоретической социологии в 4-х томах. Т. 1. — М.: Канон, 1997.
- Гофман А. Б. Становление французской социологической школы: Э.Дюркгейм // История теоретической социологии в 4-х томах. Т. 1. — М.: Канон, 1997.
- Гофман А. Б. Социологические концепции Карла Маркса // История теоретической социологии в 5-ти томах. Т. 2. — М.: Магистр, 1997.
- Гофман А. Б. Идея социального роста. Классика и современность // Социокультурная динамика в период становления постиндустриального общества. Закономерности, противоречия, приоритеты. Материалы к III Международной Кондратьевской конференции, Кострома, 19-21 мая 1998 г. — М.: Международный Фонд Н. Д. Кондратьева, 1998.
- Гофман А. Б. Столетие книги Эмиля Дюркгейма «Самоубийство» // Социологические исследования. — 1998. — № 5
- Гофман А. Б. Социология Вильфредо Парето (Разумен ли Homo sapiens?) // История теоретической социологии в 4-х томах. Т. 2. — М.: Канон, 1998.
- Гофман А. Б. Социология во Франции 20-60-х годов // История теоретической социологии в 4-х томах. Т. 3. — М.: Канон, 1998.
- Гофман А. Б. Два подхода к оценке большевизма: Марсель Мосс и Николай Бердяев // Социологические исследования. — 1998. — № 2. (Переизд. в расширенном варианте в сб.: Новое и старое в теоретической социологии. Кн. 1. — М.: Институт социологии РАН, 1999.)
- Гофман А. Б. От «малого» общества к «большому»: классические теории социального роста и их современное значение // Рубеж. Альманах социальных идей. Вып. 10. Сыктывкар: Изд. Сыктывкарского ун-та, 1998. (Переизд. в: Новое и старое в теоретической социологии. Кн. 1. — М.: Институт социологии РАН, 1999.)
- Гофман А. Б. От классика к классику: Дюркгейм и ранний Сорокин // Питирим Сорокин и социокультурные тенденции нашего времени. — М.; СПб.: Изд. СПбГУП, 1999.
- Гофман А. Б. Предисловие // Кола Д. Политическая социология. — М.:: Весь мир; Инфра-М, 2001.
- Гофман А. Б. О социологии Монтескьё: от старых интерпретаций к новым // Новое и старое в теоретической социологии. Кн. 2. — М.: Институт социологии РАН, 2001.
- Гофман А. Б. Глобализация и перспективы российской социологии: взгляд изнутри // Глобализация и постсоветское общество. — М.: Центр социологического образования; Изд. ООО «Стови», 2001.
- Гофман А. Б. Социология и гражданская религия в современной России // Социология и современная Россия. — М.: ГУ — Высшая школа экономики, 2003
- Гофман А. Б. От какого наследства мы не отказываемся? Традиции и инновации в постсоветской России // Тезисы докладов и выступлений на II Всероссийском социологическом конгрессе "Российское общество и социология в ХХ I веке: социальные вызовы и альтернативы. Т. 1. — М.: Альфа-М, 2003. С.556-558. (Переизд. в: Россия реформирующаяся. Ежегодник — 2004. — М.: Институт социологии РАН, 2004.)
- Гофман А. Б. Социология как мировоззрение // Российская социология в 2004 году. Под ред. А. Г. Здравомыслова. — М.: Сообщество профессиональных социологов, 2004.
- Гофман А. Б. Мартовские тезисы о социологии равенства и неравенства // Социологические исследования. — 2004. — № 7.
- Гофман А. Б. Существует ли общество? От психологического редукционизма к эпифеноменализму в интерпретации социальной реальности // Социологические исследования. — 2005. — № 1.
- Гофман А. Б. Конгресс в Туре // Социологические исследования. — 2005. — № 2.
- Гофман А. Б. Постоянная и вездесущая. Несколько несистематизированных извлечений из систематической теории моды // Современность / Post. Альманах социокультурных исследований. № 1. — М.: ГУ–ВШЭ, 2006.
- Гофман А. Б. Дилемма «холизм — индивидуализм» как теоретическое недоразумение // Социальная жизнь России: теории и практики. Материалы Х II Социологических чтений РГСУ, 1-4 февраля 2005 г. Т. 1. — М.: РГСУ, 2006.
- Гофман А. Б. Теоретическая социология в России: возможности и перспективы развития. Выступление в дискуссии // Личность. Культура. Общество. — М., 2007. Т.IX. Вып.4.
- Гофман А. Б. Традиция, социальная связь и социальная память в трактовке Марселя Мосса и Мориса Хальбвакса // Личность. Культура. Общество. — М., 2007. Т.IX. Спецвыпуск 2 (38).
- Гофман А. Б. Проблематика традиции в творчестве Эмиля Дюркгейма // Социологический журнал. 2007. № 4.
- Гофман А. Б. От какого наследства мы не отказываемся? Социокультурные традиции и инновации в России на рубеже XX—XXI веков. // Традиции и инновации в современной России. Социологический анализ взаимодействия и динамики. Под ред. А. Б. Гофмана. — М.: РОССПЭН, 2008.
- Гофман А. Б. Теории традиции в социологической традиции: от Монтескьё и Бёрка до Вебера и Хальбвакса. // Традиции и инновации в современной России. Социологический анализ взаимодействия и динамики. Под ред. А. Б. Гофмана. — М.: РОССПЭН, 2008.
- Гофман А. Б. Традиции и инновации в постсоветской России. Культурные особенности, взаимодействие, динамика // Вестник РГНФ, 2008. № 4. С. 104—111
- Гофман А. Б. Социология традиции и современная Россия // Россия реформирующаяся. Ежегодник. Вып.7., 2008. Отв. ред. М. К. Горшков. — М.: Институт социологии РАН, 2008. С. 334—352.
- Гофман А. Б. Традиционное или рациональное? Интерпретация традиции в творчестве Макса Вебера // Социологические исследования, 2008. № 4. С. 120—128
- Гофман А. Б. Предисловие // В кн.: Традиции и инновации в современной России. Социологический анализ взаимодействия и динамики / Отв. ред.: А. Б. Гофман. — М.: РОССПЭН, 2008. С. 5-6.
- Гофман А. Б. Ядов глазами питерского студента 1960-х. Несколько мемуарных заметок // Vivat, Ядов! К 80-летнему юбилею: сборник. — М.: Новый хронограф, 2009. С. 169—169.
- Гофман А. Б. Юрий Резник — организатор науки // Личность. Культура. Общество. 2009. Т. 11. № 50 (3). С. 606—608.
- Гофман А. Б. Социология и гражданская религия в России // Гражданское общество: теория и практика. Ежегодник. 2008—2009 Вып. 2-3. Чебоксары : ЧГПУ имени И. Я. Яковлева, 2009. С. 90-107.
- Гофман А. Б. От советского к постсоветскому: старое вино в новых мехах // Знание — сила. 2009. № 4. С. 32-37.
- Гофман А. Б. Социальное — социокультурное — культурное: Историко-социологические заметки о соотношении понятий «общество» и «культура» // Социологический ежегодник 2010 / Под общ. ред.: Н. Е. Покровский, Д. В. Ефременко. Вып. 2. — М.: ИНИОН РАН, 2010. С. 128—136.
- Гофман А. Б. Международная конференция в Оксфорде // Социологические исследования. 2009. № 4
- Гофман А. Б. Мода, наука, мировоззрение. О теоретической социологии в России и за её пределами // Социологический ежегодник 2009 / Сост.: Д. В. Ефременко, Н. Е. Покровский; под общ. ред.: Д. В. Ефременко, Н. Е. Покровский. Вып. 1. ИНИОН РАН, 2009. С. 19-55.
- Гофман А. Б. О российских традициях и модернизациях: прошлое и настоящее // В кн.: Модернизация экономики и глобализация: В 3 кн. Кн. 2 / Отв. ред.: Е. Г. Ясин. Кн. 2. — М.: Издательский дом ГУ-ВШЭ, 2009. С. 401—409.
- Гофман А. Б. О Леваде. Мемуарные заметки // Воспоминания и дискуссии о Юрии Александровиче Леваде / Сост.: Т. В. Левада. — М.: Карпов Е. В., 2010. С. 92-101.
- Гофман А. Б. В поисках утраченной идентичности: традиции, традиционализм и национальная идентичность // Вопросы социальной теории. 2010. Т. IV. С. 241—254.
- Гофман А. Б. Светлой памяти учителя // Социологические исследования. — 2011. — № 9.
- Гофман А. Б. Рационализм, либерализм и традиция: Карл Поппер и Фридрих Хайек // В кн.: Давыдовские чтения. Исторические горизонты теоретической социологии. Сборник научных докладов симпозиума, 13-14 октября 2011 г. / Под общ. ред.: И. Ф. Девятко, Н. Орлова. — М.: Институт социологии РАН, 2011. С. 165—180.
- Гофман А. Б. Лас-Вегас как центр социологической мысли: заметки российского участника ежегодного собрания американской социологической ассоциации 2011 г. // Социологический ежегодник. 2011. № 2011. С. 173—179.
- Гофман А. Б. Социальная солидарность: пробуждение социологической идеи // Социология и общество: глобальные вызовы и региональное развитие: Материалы IV Очередного Всероссийского социологического конгресса. — М.: РОС, 2012. С. 32-39.
- Гофман А. Б. Пятнадцать тезисов в защиту идеи модернизации // Россия реформирующаяся: Ежегодник — 2012 Вып. 11. — М.: Новый хронограф, 2012. С. 27-35.
- Гофман А. Б. Лас-Вегас как центр социологической мысли. Заметки российского участника ежегодного собрания Американской социологической ассоциации 2011 г. // Социологический ежегодник. 2012. С. 173—179.
- Гофман А. Б. Учителя // Поколения ВШЭ. Учителя об учителях. — М.: Издательский дом НИУ ВШЭ, 2013. С. 260—268.
- Гофман А. Б. Солидарность или правила, Дюркгейм или Хайек? О двух формах социальной интеграции // В кн.: Социологический ежегодник, 2012: Сб. науч. тр. / Сост.: Д. В. Ефременко; под общ. ред.: Н. Е. Покровский; науч. ред.: Н. Е. Покровский. — М.: ИНИОН РАН, 2013. С. 97-167.
- Гофман А. Б. Дюркгейм сегодня // Социологический ежегодник, 2012: Сб. науч. тр. / Сост.: Д. В. Ефременко; под общ. ред.: Н. Е. Покровский; науч. ред.: Н. Е. Покровский. — М.: ИНИОН РАН, 2013. С. 280—285.
- Гофман А. Б. О модах в современной теоретической социологии // Социологические исследования. — 2013. — № 10. — С. 21-28.
- Гофман А. Б. Солидарность или правила, Дюркгейм или Хайек? О двух формах социальной интеграции. // В кн.: Социальная солидарность и альтруизм: Социологическая традиция и современные междисциплинарные исследования. — М.: ИНИОН РАН, 2014. С. 16-100.
- Гофман А. Б. Письма классиков: значение эпистолярного жанра в истории социологии // Вторые Давыдовские чтения. Сборник научных докладов симпозиума, 09-10 октября 2014 г. / Под общ. ред.: И. Ф. Девятко, Н. К. Орлова. — М.: Институт социологии РАН, 2014. С. 217—236.
- Гофман А. Б. Социология во Франции и в России: к истокам идейных взаимосвязей // Социологические исследования. — 2014. — № 11. — С. 3-12.
- Гофман А. Б. О концептуальных основаниях изучения социального единства // Социология. Естествознание. Общество. Сборник научных статей и материалов Всероссийской научной конференции «Социология и естествознание: междисциплинарные подходы к изучению социальной реальности» 12-13 декабря 2014 года. / Под ред. Н. Е. Покровский. — М.: Сообщество профессиональных социологов; Вариант, 2014. С.79-82.
- Гофман А. Б. Концептуальные подходы к анализу социального единства // Социологические исследования. 2015. № 11. С.29- 36.
- Гофман А. Б. Глава 5. Социологические интерпретации справедливости: легитимность, различия и социальный порядок // Практики сплоченности в современной России. Социокультурный анализ. Монография. Под ред. Н. Е. Покровского и М. А. Козловой. М.: Университетская книга, 2016. С.92-120.
- Гофман А. Б. Слишком быстро?! Культура замедления в современном мире // Социологические исследования. 2017. № 10. С. 141—150.
- Гофман А. Б. Теоретические заметки о гражданской религии // Гуманитарий Юга России. 2017. Том 6. № 4. С. 25-36.
- Гофман А. Б. О традиционности, легитимности и справедливости. Социологические аспекты взаимосвязи // Россия реформирующаяся: ежегодник: вып.16 / отв. ред. М. К. Горшков — М.: Новый Хронограф, 2018. С.34-54.
- Гофман А. Б. Два Конта, два Маркса и два течения российской социальной мысли // Личность. Культура. Общество. 2019. Том XXI. Вып. 3-4 (№ 103—104). С.112-123.
- Гофман А. Б. К теоретической реконструкции дюркгеймовской трактовки морали // Общественные науки и современность. 2019. № 6. С.55-73.
- Гофман А. Б. «Интер», «мульти», «транс» и «пост»: социология, дисциплинарность и постмодернизм // Социологические исследования. 2021. Том 47. № 2. С. 15-25.
- Гофман А. Б. О господстве идеи господства: «воля к власти» в современной социальной теории. Части I, II // Социологические исследования. 2023. № 4. С.3-14. № 5. С. 3-14.
- на других языках
- Gofman A. B., Kovalev A. D. Naturalism in Sociology of the Turn of the Century // A History of Classical Sociology. / Ed. by Prof. I. S. Kon. — Moscow: Progress Publishers, 1989.
- Gofman A. B. Note sur les travaux récents concernant l’école durkheimienne en Russie, avec une lettre de Durkheim à Sorokin // Durkheimian Studies/Etudes Durkheimiennes[англ.]. Vol.2, n.s. Oxford: British Centre for Durkheimian Studies, 1996. P.33-37.
- Gofman A. B. La réception russe des Règles // Durkheim d’un siècle à l’autre. Lectures actuelles des «Règles de la méthode sociologique». Sous la dir. de Ch.- H. Cuin. Paris: Presses Universitaires de France, 1997. P.83-101.
- Gofman A. B. A vague but suggestive concept: the «total social fact» // Marcel Mauss. A Centenary Tribute. Ed. by W.James and N.J.Allen. New York — Oxford: Berghahn Books, 1998. P.63-70.
- Gofman A. B. Notes sur les publications de Mauss et sur Mauss en Russie // Cahiers Anatole Leroy-Beaulieu. N1. Sous la dir. de D.Colas. Paris: Institut d’Etudes de Paris, 1998.
- Gofman A. B. Durkheim soviétique et postsoviétique // L’Année Sociologique. Vol.49, № 1. Paris :Presses Universitaires de France, 1999. P.65-81.
- Gofman A. B. The reception of Suicide in Russia // Durkheim’s Suicide. A century of research and debate. Ed. by W.S.F.Pickering and G.Walford. London and New York: Routledge, 2000. P.126-132.
- Gofman A. B. From Classic to Classic: Durkheim and Early Sorokin // Return of Pitirim Sorokin. Ed. by S. Kravchenko and N. Pokrovsky. Moscow: International Kondratieff Foundation; American University in Moscow, 2001.
- Gofman A. B. What heritage do we not reject? Traditions and innovations in post-soviet Russia // Russian Sociology about Russian Society. Ed. by V. Mansurov. Moscow: Russian Society of Sociologists, 2003. P.3-4.
- Gofman A. B. La société existe-t-elle ? Du réductionnisme psychologique à l’épiphénomènisme dans l’interprétation de la réalité sociale // L’individu social. Autres réalités, autre sociologie. XYIIe Congrès International des sociologues de langue française. Tours, 5-9 juillet 2004. Résumés. Tours, 2004. P.194.
- Gofman A. B. Les Eternels retours. Notes sur les cycles de mode // Revue européenne des sciences sociales. T.XLII. Genève — Paris, 2004. № 129. P. 135—144.
- Gofman A. B. Lettre à Paul Desjardins / A. Gofman // De Pontigny à Cerisy : Des lieux pour " penser avec ensemble " / Coord. par S. Allemand, E. Heurgon, C. Paulhan. — Paris : Hermann Editeurs, 2011. — P. 290—293.
- Gofman A. B. The Russian Career of Durkheim’s Sociology of Religion and Les Formes Élémentaires: Contribution to a Study // Durkheimian Studies/Etudes Durkheimiennes[англ.]. 2013. Vol. 19. No. 1. P. 101—124.
- Gofman A. B. Chapter 3. Durkheim’s Theory of Social Solidarity and Social Rules, in: The Palgrave Handbook of Altruism, Morality, and Social Solidarity: Formulating a Field of Study. NY: Palgrave Macmillan, 2014. Ch. 3. P. 45-70.
- Gofman A. Conceptual Approaches to Analysis of Social Unity // Social Sciences. A Quarterly Journal of the Russian Academy of Sciences. Moscow: Russian Academy of Sciences; Minneapolis: East View Information Services. Vol.47. N3. 2016. P.112-120.
- — Gofman A. Tradition, Morality and Solidarity in Durkheim’s Theory // Istanbul University Journal of Sociology. Vol. 39. Issue 1. June 2019. P. 25‒39.
- Gofman A. Portrait. Eugène de Roberty (Evguéni Valentinovitch de Roberty de Castro de la Cerda) (1843—1915) // Association Française de sociologie. Bulletin d’histoire de la sociologie.- RT 49. Année 5. Décembre 2019. No 9. P.14.
- Gofman A. Chapitre 12. Les Classiques écrivent les lettres : le genre épistolaire en histoire de la pensée sociologique // La Sociologie en toutes lettres. L’histoire de la discipline à travers les correspondances. Sous la dir. de P. Vannier. Toulouse: Presses Universitaires du Midi, 2020. (Collection «Socio-logiques»). P. 233—244.

### Рецензии
- Гофман А. Б. Саморазрушение культуры. Рецензия на книгу «Неомарксизм и проблемы социологии культуры». // «Вопросы литературы». — 1982. — № 1.

### Переводы
- Дюркгейм Э. О разделении общественного труда. Метод социологии. / Пер. с франц., общ. ред., послесл. А. Б. Гофмана. — М.: Наука, 1991.
- Бергсон А. Два источника морали и религии. Пер. с франц., послесловие, комментарии А. Б. Гофмана. — М.: Канон, 1994. 2-е изд. — М.: Книжный Дом «Университет», 2010.
- Дюркгейм Э. Социология. Её предмет, метод, предназначение. Составл., пер. с франц., коммент., послесловие А. Б. Гофмана. — М.: Канон, 1995. 3-е изд. испр. и доп. — М.: ТЕРРА-Книжный клуб, 2008. 4-е издание, исправленное. М.: Юрайт, 2019. (Серия «Антология мысли»). 307 с.
- Дюркгейм Э. О разделении общественного труда. / Пер. с франц. Изд. 2-е . — М.: Канон, 1996
- Мосс М. Техники тела // Человек. 1993. № 2.
- Мосс М. Общества. Обмен. Личность. Труды по социальной антропологии. Составл., пер. с франц., послеслов., коммент. А. Б. Гофмана. — М.: Восточная литература, 1996. 2-е изд. испр. и доп. — М.: Книжный Дом «Университет», 2011.
- Мосс М. Социологическая оценка большевизма / Пер. и примеч. А. Б. Гофмана // Новое и старое в теоретической социологии. Кн. 1. — М.: Институт социологии РАН, — С. 314—348.
- Классики социологии. Классические труды по теории общества. CDROM. Университетская библиотека. Изд-во «Директмедиа Паблишинг», 2007.
- Дюркгейм, Эмиль. Моральное воспитание. Пер. с фр., вступ. ст., примеч. А. Б. Гофмана. М.: Изд. дом Высшей школы экономики, 2021. — 456 с. — (Социальная теория).

### Научная редакция
- Социология и современная Россия. Сб. статей. / Под ред. А. Б. Гофмана. — М.: ГУ — Высшая школа экономики, 2003.
- Гофман А. Б. Традиции и инновации в современной России. Социологический анализ взаимодействия и динамики. Соавтор и отв. ред. М.: РОССПЭН, 2008.

## Публицистика
- Гофман А. Б. Похвала очереди, или о социальных функциях упорядоченного ожидания потребительских благ. Социологический этюд // Литературная газета, 1988, 3 августа (№ 31). С. 16.
- Гофман А. Б. Что такое социальная солидарность? // Cogita!ru, Россия. 2012. С. 1-5.

## Интервью
- Смерть модника. Интервью // Огонёк, № 46 (4774). Ноябрь 2002.
- «Социальная реальность… — это сфера свободы». Архивная копия от 6 апреля 2015 на Wayback Machine Интервью Б. Докторова с А. Гофманом // Телескоп: журнал социологических и маркетинговых исследований. СПб, 2007, № 2 (62). С.2-13.
- «Я, Вань, такую же хочу». Что такое дресс-код и почему он диктует, кому и что одевать? Интервью // Российская газета — Федеральный выпуск. 15 августа 2007. № 177 (4440). С.6.
- Борусяк Л. Как в СССР изучали буржуазную социологию. Интервью Александра Гофмана Любови Борусяк // Полит.ру. — 23.09.2009.
- Зачем нужна социология Архивная копия от 5 марта 2016 на Wayback Machine// Полит.ру, 23.12.2010
- Что такое социология моды Архивная копия от 5 марта 2016 на Wayback Machine // Полит.ру, 28.12.2010
- «Он тянул на себе совершенно невероятную ношу». К 80-летию Юрия Левады. Архивная копия от 9 октября 2014 на Wayback Machine Рассказывают Наталья Зоркая и Александр Гофман // Полит.ру, 02.06.2010
- Гофман А. Б. О личном отношении к науке (Интервью Ю. М. Резника с профессором А. Б. Гофманом, май-июнь 2009 г.) // Личность. Культура. Общество. 2010. Т. XII. № 1. С. 394—415.
- «Неторопливый человек». Интервью. Беседа Марины Пугачевой с Александром Бенционовичем Гофманом (об А. Д. Ковалеве) // Социологическое обозрение. 2012. Т. 11. № 1. С. 148—151.

## Лекции
- Социология моды и мода в социологии Архивная копия от 5 января 2015 на Wayback Machine // Полит.ру, 01.11.2010